# Шосе 2 (Ізраїль)
Шосе 2 (івр. כביש 2 англ. Highway 2) — ізраїльське шосе, яке розташоване на прибережній рівнині біля Середземного моря. Шосе йде від Тель-Авіва до Хайфи. Шосе 2 називають або Прибережне шосе (івр. כביש החוף)  або Нове шосе Хайфа — Тель-Авів (івр. כביש חיפה - תל אביב החדש).

## Історія
Шосе будувалося кількома етапами у напрямку з Тель-Авіва на північ. 
Про будівництво першого етапу шосе від Тель-Авіва до Нетаньї було оголошено в серпні 1949 року. Роботи почалися у листопаді 1949 паралельно з Тель-Авіва та з Нетаньї. В липні 1950  ділянка між Тель-Авівом і Нетаньєю вже була відкрита для руху  .
Про будівництво ділянки від Нетаньї до Хадери було оголошено в січні 1950 , а тендер був відкритий у травні 1951 . 
У процесі проєктування північного відрізка шосе останні кілька кілометрів перед в'їздом до Хайфи були призначені нести функцію резервної злітно-посадкової смуги для авіації ВПС у разі війни та неможливості використання авіабази Рамат Давид, єдиної на півночі Ізраїлю. Шосе на цій ділянці було збудовано абсолютно прямим, з мінімальним перепадом висот початку та кінця ділянки, на ділянці були відсутні бар'єрні загородження на розділовій смузі та на узбіччях, на околицях шосе не проходили лінії електропередач. 
У 2000 через збільшення кількості лобових зіткнень між їдучими в протилежних напрямках машинами на розділовій смузі звели тросовий бар'єр, що складається з троса, натягнутого між неглибоко сидячих стійок, що у разі необхідності з легкістю висмикувалися з асфальту за кілька хвилин. 
У 2009 ВПС оголосили, що більше не зацікавлені у збереженні резервної злітно-посадкової смуги, внаслідок цього на розділовій смузі та на узбіччях було зведено постійну бар'єрну огорожу .